# Kristina Inhof
Kristina Inhof, née le 1er octobre 1988 à Vienne en Autriche, est une journaliste et présentatrice de télévision sur la chaîne publique ORF.

### Source de la traduction
- (en) Cet article est partiellement ou en totalité issu de l’article de Wikipédia en anglais intitulé « Kristina Inhof » (voir la liste des auteurs).